# Believe Me, If All Those Endearing Young Charms
Believe Me, If All Those Endearing Young Charms è un cortometraggio muto del 1912 diretto da J. Searle Dawley.

## Produzione
Il film fu prodotto dalla Edison Company.

## Distribuzione
Distribuito dalla General Film Company, il film - un cortometraggio in una bobina - uscì nelle sale cinematografiche degli Stati Uniti il 6 settembre 1912. Nel Regno Unito, venne distribuito il 23 novembre 1912.